# Cassine
Cassine és un municipi situat al territori de la província d'Alessandria, a la regió del Piemont (Itàlia).
Limita amb els municipis d'Alice Bel Colle, Castelnuovo Bormida, Gamalero, Maranzana, Mombaruzzo, Ricaldone, Rivalta Bormida, Sezzadio i Strevi. Pertanyen al municipi les frazioni de Caranzano, Gavonata i Sant'Andrea.

## Galeria fotogràfica

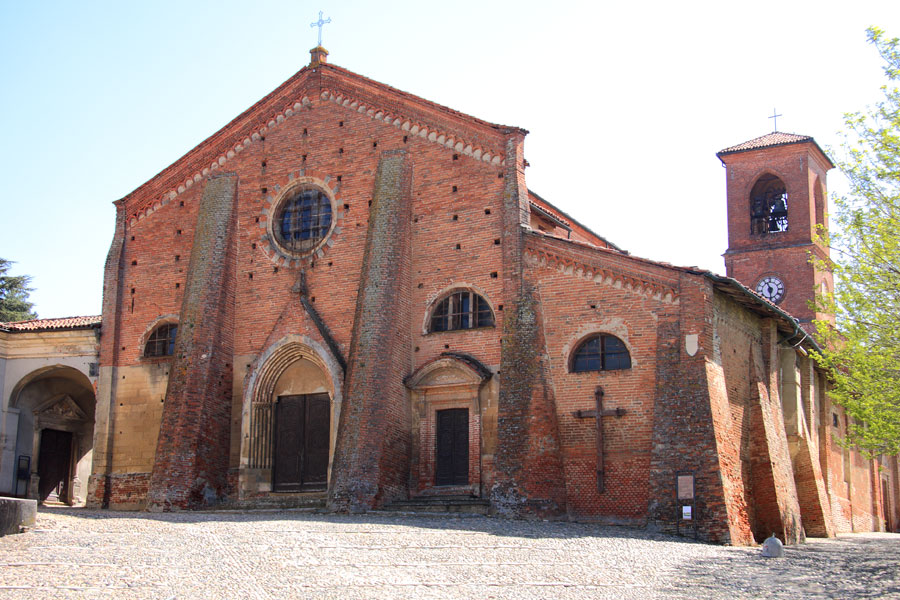
Església de S. Francesc
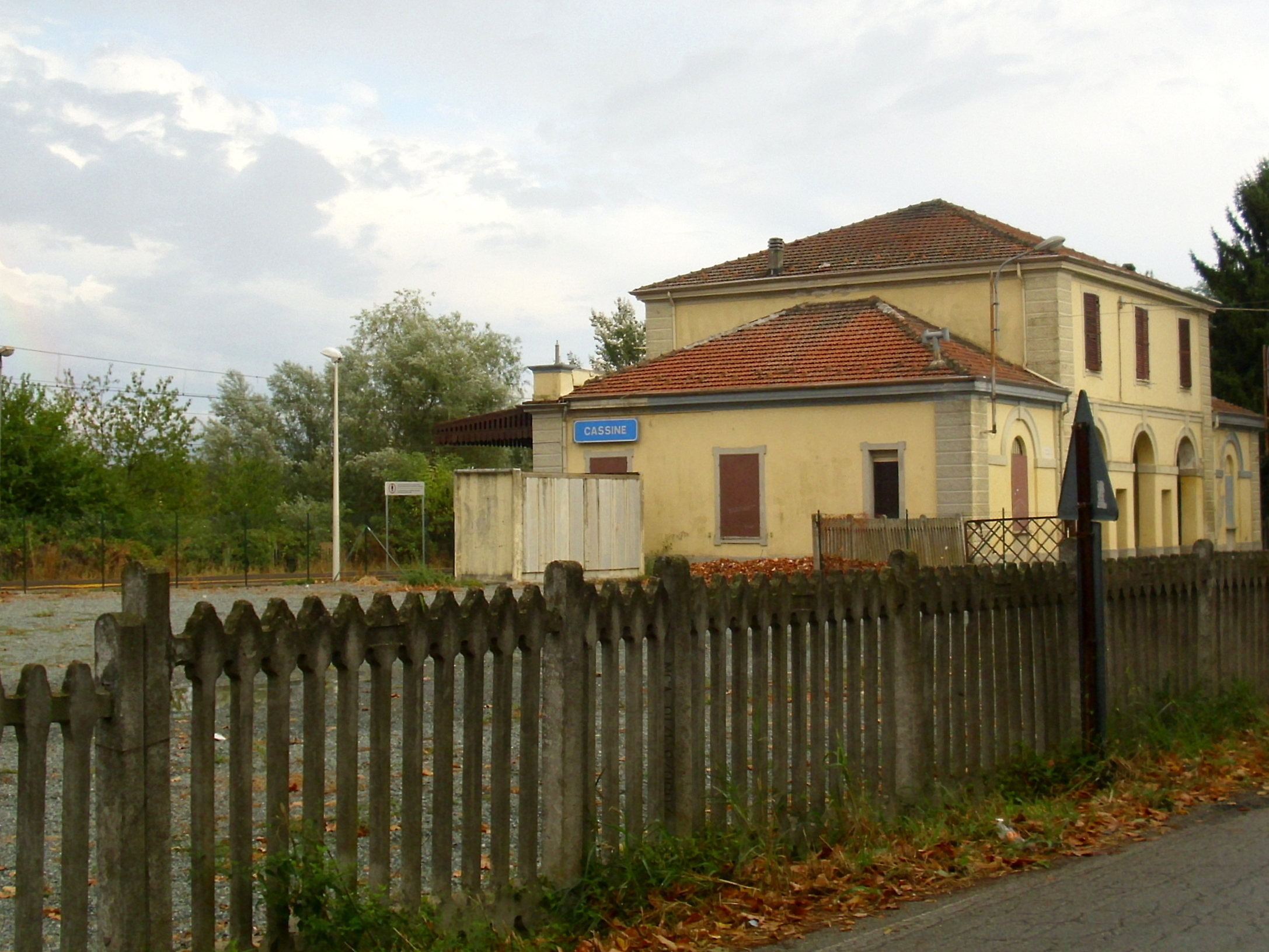
Estació de tren